# Astragalus darii
Astragalus darii är en ärtväxtart som beskrevs av Sirj. och Karl Heinz Rechinger. Astragalus darii ingår i släktet vedlar, och familjen ärtväxter. Inga underarter finns listade i Catalogue of Life.